# Silje Brøns Petersen
Silje Brøns Petersen (født 5. december 1994 i Herlev) er en kvindelig dansk/tysk håndboldspiller, der spiller for København Håndbold i Damehåndboldligaen og Tysklands kvindehåndboldlandshold.
Silje Brøns kommer fra den københavnske forstad Herlev. Hendes far, Troels Brøns, er også tidligere håndboldspiller og nuværende cheftræner for Rødovre HK og hendes ældre søstre Emilie og Nikoline, spiller og har spillet tophåndbold i Danmark.
Som ung, var hun en del af ungdomsklubben Rødovre HK og flyttede derefter til 1. divisionsklub Virum-Sorgenfri HK i 2013.
I 2015, flyttede hun overraskende til den ungarske topklub Siófok KC, med den danske cheftræner Christian Dalmose. I foråret 2016, skulle hendes etårige kontrakt forlænges, men i maj samme år blev kontrakten opsagt og Petersen vendte tilbage til Virum-Sorgenfri HK. I december 2016, skiftede hun så til den tyske ligaklub HSG Blomberg-Lippe. I februar 2018, blev kontrakten forlænget til 2020. Hun flyttede derefter til en anden tyske topklub, nemlig TuS Metzingen. Med hvem hun vandt bronze med i ligaen i maj 2021.

## Refrencer
1. ↑  "Silje Brøns Pedersens tanker om landsholdet og den danske liga". europamester.dk. 8. februar 2021. Hentet 28. august 2021.
2. ↑  "Silje Brøns Petersen - Career & Statistics". European Handball Federation.
3. ↑  "DHDb > Silje Brøns". dhdb.hyldgaard-jensen.dk.
4. ↑  "Silje Brøns og Dalmose fortsætter de flotte takter". europamester.dk. 12. august 2015. Hentet 28. august 2021.
5. ↑  "Blomberg verpflichtet dänische Linksaußen". handball-world.news.de. 26. december 2016. Arkiveret fra originalen 27. august 2021. Hentet 28. august 2021.
6. ↑  "Danke, Silje Brøns Petersen!". hsg-blomberg-lippe.de. 15. maj 2020. Hentet 28. august 2021.
7. ↑  "Stimmen zu den Vertragssituationen 20/21". handball-tussies.de. 5. februar 2020. Hentet 28. august 2021.